# برگسترند (دهانه)
برگسترند یک دهانه برخوردی در ماه‌ است.

## دهانه‌های اقماری
این دهانه ۳ دهانه اقماری دارد.
| Bergstrand | عرض جغرافیایی | طول جغرافیایی | قطر          |
| ---------- | ------------- | ------------- | ------------ |
| Q          | ۲۰.۱° S       | ۱۷۵.۱° E      | ۵۹.۰ کیلومتر |
| J          | ۲۰.۴° S       | ۱۷۸.۲° E      | ۲۵.۰ کیلومتر |
| G          | ۲۰.۰° S       | ۱۷۹.۴° E      | ۳۴.۰ کیلومتر |